# Белимбегово
Вижте пояснителната страница за други значения на Илинден.
Белимбегово (на македонска литературна норма: Илинден) е село в Северна Македония, център на едноименната община Белимбегово.

## География
Селото е разположено в източната част на Скопската котловина на няколко километра източно от столицата Скопие, южно от магистралата Скопие - Куманово.

## История
В края на ХІХ век Белимбегово е българско село в Скопска каза на Османската империя. Според статистиката на Васил Кънчов (в „Македония. Етнография и статистика“) към 1900 година в Белимъ Бегово живеят 180 българи християни.
В началото на ХХ век цялото село е под върховенството на Българската екзархия. По данни на секретаря на екзархията Димитър Мишев (в „La Macédoine et sa Population Chrétienne“) в 1905 година в Бимимбегово има 160 българи екзархисти.
През октомври 1910 година селото пострадва по време на обезоръжителната акция на младотурците. При избухването на Балканската война човек от Белимбегово е доброволец в Македоно-одринското опълчение. След Междусъюзническата война в 1913 година селото влиза в границите на Сърбия.
На етническата си карта от 1927 година Леонард Шулце Йена показва Белимбег (Belimbeg) като село с неясен етнически състав.
В 1951 година селото е преименувано на Илинден.
Според преброяването от 2002 година Белимбегово има 4931 жители.
| Националност     | Всичко |
| северномакедонци | 4285   |
| албанци          | 340    |
| турци            | 2      |
| роми             | 31     |
| власи            | 1      |
| сърби            | 176    |
| бошняци          | 0      |
| други            | 96     |

## Личности
Родени в Белимбегово
- Георги Десподов, български революционер от ВМОРО, четник на Александър Георгиев[7]